# 김경손 (조선)
김경손(金慶孫, ?~1613)은 조선 광해군 때의 도적이다. 서자 출신으로 서자에게는 벼슬을 주지 않는 데 불만을 품고 같은 서자 출신인 박응서·서양갑 등과 어울려 세월을 보내다가, 1612년 이들과 함께 조령에서 상인을 죽이고 금품을 빼앗았다. 이듬해에 잡혀, 영창대군을 추대하기 위해 자금을 마련했다는 혐의로 주살되었다. 이 사건은 이이첨·정인홍 등 대북파가 김제남 및 소북파를 제거하기 위해 이들을 꾀어 허위 진술하게 한 것으로 이른바 '칠서의 옥'으로 불린다.

## 참고 자료
- 이 문서에는 다음커뮤니케이션(현 카카오)에서 GFDL 또는 CC-SA 라이선스로 배포한 글로벌 세계대백과사전의 내용을 기초로 작성된 글이 포함되어 있습니다.